# Protopunk
Protopunk – styl w muzyce rockowej.
Terminem „protopunk” nazywa się muzykę prekursorów punk rocka i twórców, którymi inspirowali się punkrockowcy. Do stylu protopunk zalicza się w całości lub w niektórych aspektach twórczość takich grup i artystów jak Lou Reed i The Velvet Underground, David Bowie, Brian Eno i Roxy Music, Iggy Pop i The Stooges, Peter Hammill, Frank Zappa, Captain Beefheart and His Magic Band, T. Rex, The Sonics, MC5, Big Star, Television, New York Dolls, Jonathan Richman i The Modern Lovers, Patti Smith, Silver Apples, Pretty Things, Los Saicos oraz innych. Na punk rock wielki wpływ miała również muzyka krautrockowa, lecz zespołów z tego nurtu zwykle nie określa się mianem protopunkowych.